# Kostelany nad Moravou
Kostelany nad Moravou é uma comuna checa localizada na região de Zlín, distrito de Uherské Hradiště.